# Гаврилюк Станіслав Михайлович
Станісла́в Михáйлович Гаврилю́к (нар. 4 січня 2007, в м. Коломия, Івано-Франківська область, Україна) — український легкоатлет, що спеціалізується на потрійному стрибку та стрибках у довжину.
На національних змаганнях представляє Івано-Франківську область. Тренується під керівництвом Світлани Дорундяк та Петра Лабича у Коломийській комплексній дитячо-юнацькій спортивній школі.

## Спортивні досягнення
Бронзовий призер Чемпіонату України з легкої атлетики серед юнаків 2006-2007 р.н. (потрійний стрибок).
Золотий призер Чемпіонату України серед ДЮСШ та СДЮШОР з легкої атлетики у приміщенні серед юнаків та дівчат 2007-2008 р.н. (потрійний стрибок).
Золотий призер Всеукраїнських змагань «Новорічний день стрибуна» (потрійний стрибок).
Бронзовий призер Командного чемпіонату України з легкої атлетики у приміщенні, чемпіонату України з багатоборства серед дорослих, молоді та юніорів (потрійний стрибок).
Золотий призер Чемпіонату України з легкої атлетики у приміщенні серед юнаків та дівчат 2007-2008 р.н. (потрійний стрибок).
Срібний призер Чемпіонату України з легкої атлетики у приміщенні серед юнаків та дівчат 2007-2008 р.н. (стрибки у довжину).
Золотий призер Чемпіонату України з легкої атлетики у приміщенні серед юніорів U20 (потрійний стрибок).
Золотий призер Чемпіонату України з легкої атлетики серед юнаків та дівчат 2007 р.н. та молодше (потрійний стрибок).
Бронзовий призер Чемпіонату України з легкої атлетики 2024 (потрійний стрибок).
Золотий призер Чемпіонату України з легкої атлетики 2024 в категорії: Чоловіки U23 (потрійний стрибок).
Золотий призер Командного чемпіонату України з легкої атлетики у приміщенні серед юніорів U20 (стрибки у довжину).